# Bonifatiuskerk (Cornwerd)
De Bonifatiuskerk is een kerkgebouw in Cornwerd, gemeente Súdwest-Fryslân, in de Nederlandse provincie Friesland.

## Beschrijving
De romaanse kerk uit de 13e eeuw was oorspronkelijk gewijd aan Bonifatius. De zadeldaktoren werd in 1898 vervangen door toren met neorenaissance-elementen naar ontwerp van L. Reitsma. In de toren van drie geledingen met omloop en spits hangt een klok (1569) van Aelt Boister. Een ijzeren beslagen deur (1591) en een fragment van een middeleeuws zandstenen retabel bevinden zich in het Fries Museum. In 1916 werd naar plannen van F. Raadsma de zaalkerk ommetseld, van twee spitsboogportalen voorzien, en werd de vijfzijdige koorsluiting vervangen door een driezijdig gesloten koor. In 1988 zijn de fundamenten versterkt en in 2000 is het dak hersteld. De hervormde kerk is een rijksmonument.
Het interieur wordt gedekt door een houten tongewelf (16e eeuw) op trekbalken voorzien van sleutelstukken. De preekstoel met doophek en vier wapenborden dateren uit 1740. Het orgel uit 1865 is gemaakt door L. van Dam en Zonen.

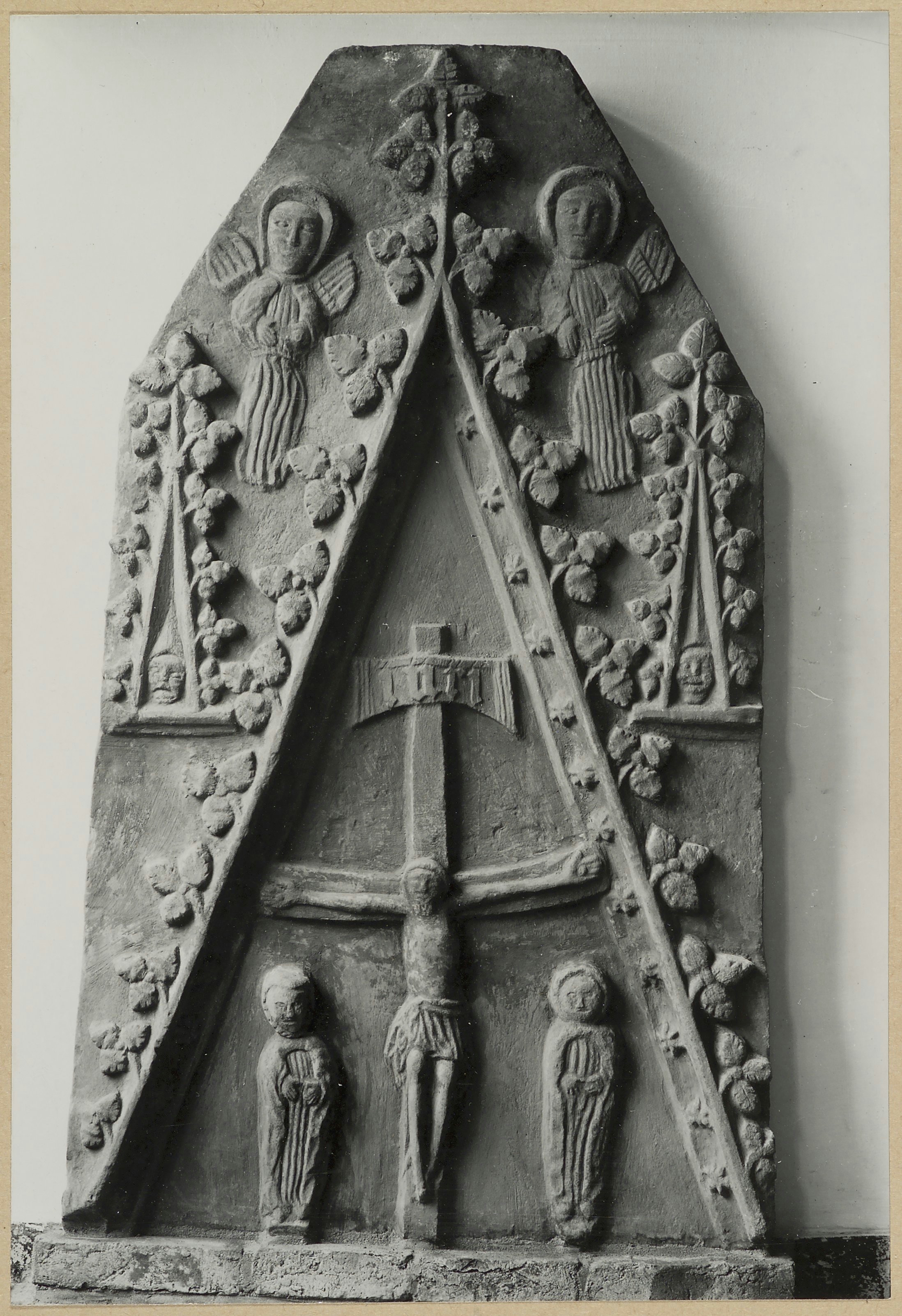
Fragment retabel (1947)
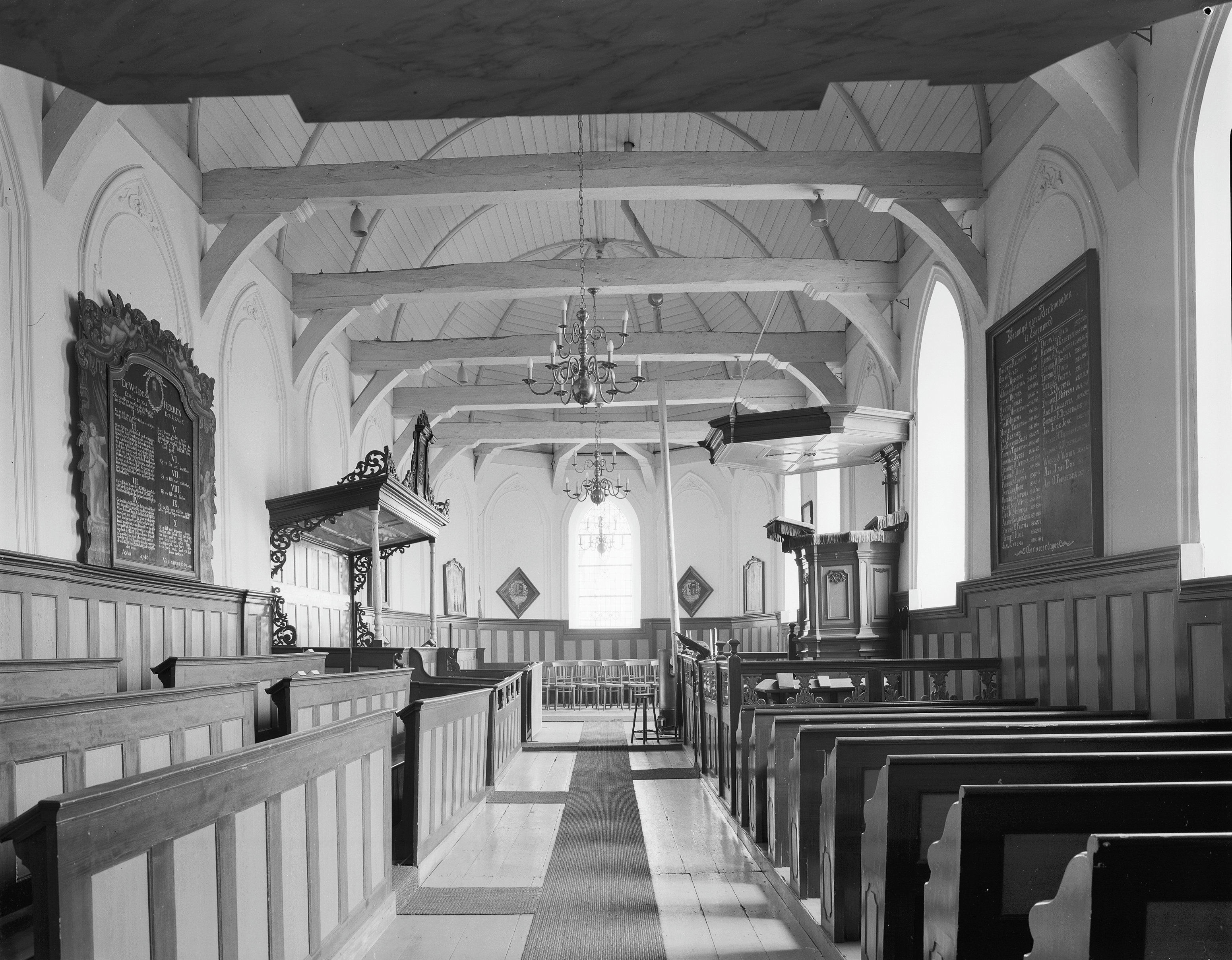
Interieur met preekstoel (1982)
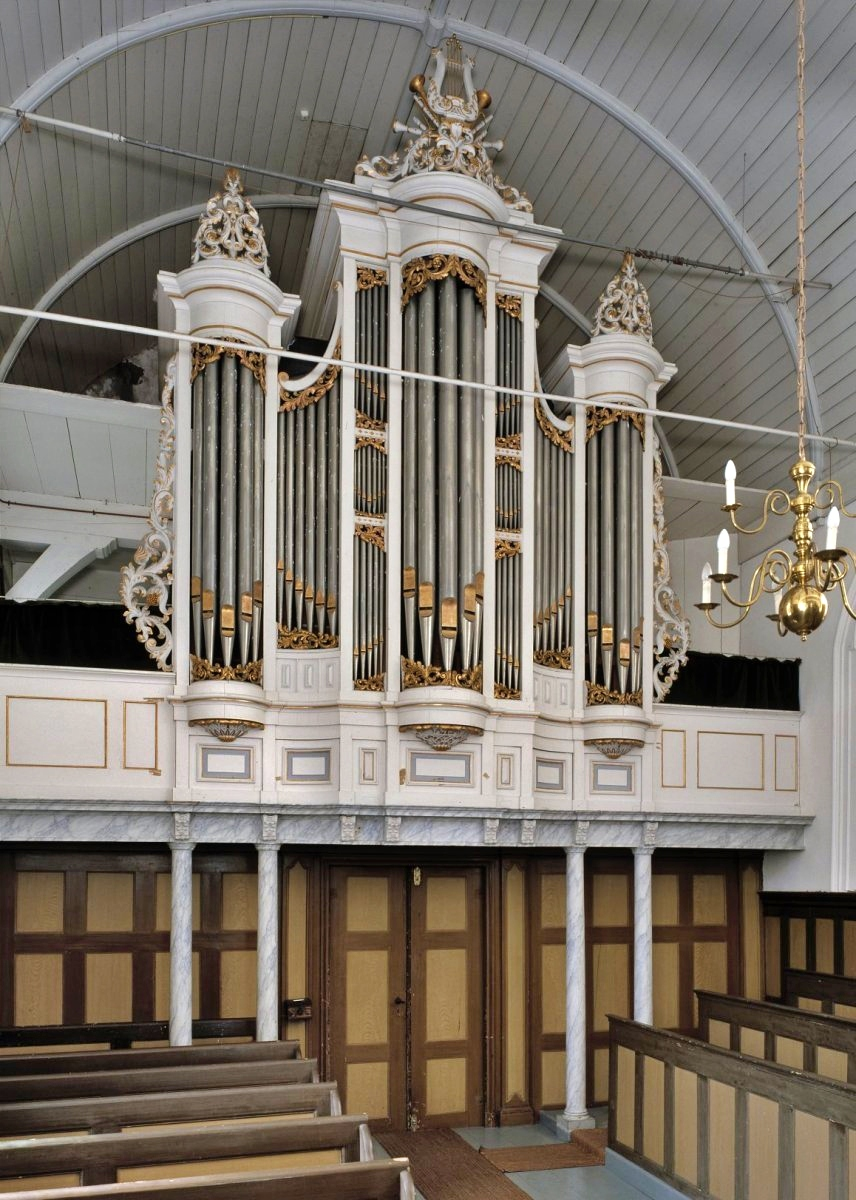
Interieur met orgel (2000)
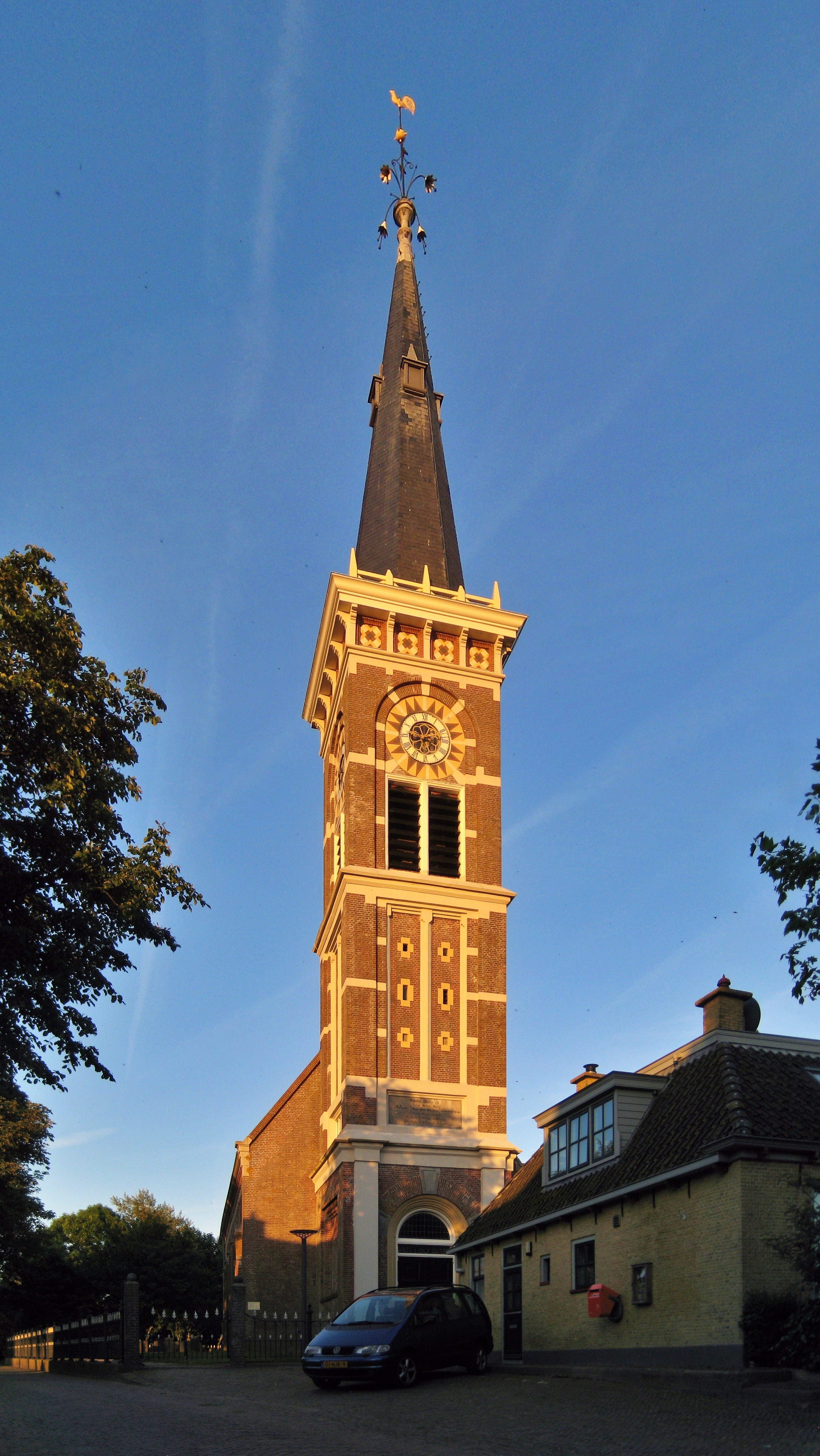
De Bonifatiuskerk in 2014